# Linheraptor
Linheraptor is een geslacht van theropode dinosauriërs behorend tot de groep van de Eumaniraptora, dat tijdens het late Krijt leefde in het gebied van de huidige Volksrepubliek China. Volgens sommige onderzoekers is Linheraptor een jonger synoniem van Tsaagan.

## Vondst en naamgeving
De typesoort en enige soort binnen het geslacht Linheraptor exquisitus is in 2010 benoemd en voorlopig kort beschreven door Xu Xing, Jonah Coiniere, Michael Pittman, Tan Qinwei, Xiao Dong, Li Zhiquan, Tan Lin, James Michael Clark, Mark Norell, David Hone en Corwin Sullivan. De geslachtsnaam verwijst naar het stadje Linhe in Binnen-Mongolië en verbindt de naam daarvan met het Latijnse raptor, "rover", een gebruikelijk element in de namen van de eumaniraptoren. De soortaanduiding verwijst naar de exquise conservering van het fossiel, een van de gaafste Mesozoïsche theropoden die ooit gevonden is.

De schedel

Het fossiel, holotype IVPP V 16923, is in 2008 door Jonah Choiniere gevonden in zandsteenlagen van de Wulansuhaiformatie, vroeger de Bayan Mandahu genoemd als deel van het grotere complex van de Djadochtaformatie, die stammen uit het Campanien en ongeveer zeventig miljoen jaar oud zijn. Het bestaat uit een vrijwel compleet skelet dat niet platgedrukt is en grotendeels in verband ligt. Doordat het niet geplet is, kan het specimen veel details over de anatomie verduidelijken. Slechts het vorkbeen en kleine stukjes staart en schedel ontbreken en de rechterachterpoot en het linkerdijbeen hebben wat erosieschade opgelopen. Het is geprepareerd door Xiang Lishi.

## Beschrijving
Linheraptor is een kleine roofsauriër; het typespecimen is ongeveer 1,8 meter lang; de beschrijvers vermoeden dat het dier kon uitgroeien tot een lengte van 2,5 meter en een gewicht van 25 kilogram. Het dijbeen heeft een lente van drieëntwintig centimeter. De schedel van Linheraptor is 22,5 centimeter lang, de nek tweeëndertig centimeter. Linheraptor was vermoedelijk bevederd en warmbloedig; de tweede teen van de voet toont de beruchte sikkelklauw.
De beschrijvers wisten enkele onderscheidende kenmerken vast te stellen. De fenestra maxillaris, een opening in de snuit, is sterk vergroot: ongeveer even groot als het neusgat. Aan de zijkant van het jukbeen bevinden zich grote openingen. Deze eigenschappen vertegenwoordigen vermoedelijk niet alle autapomorfieën van de soort; die kunnen echter pas goed gedetermineerd worden na een meer volledige beschrijving. Een opvallend kenmerk is verder de verkorting van het tweede kootje van de vierde teen.

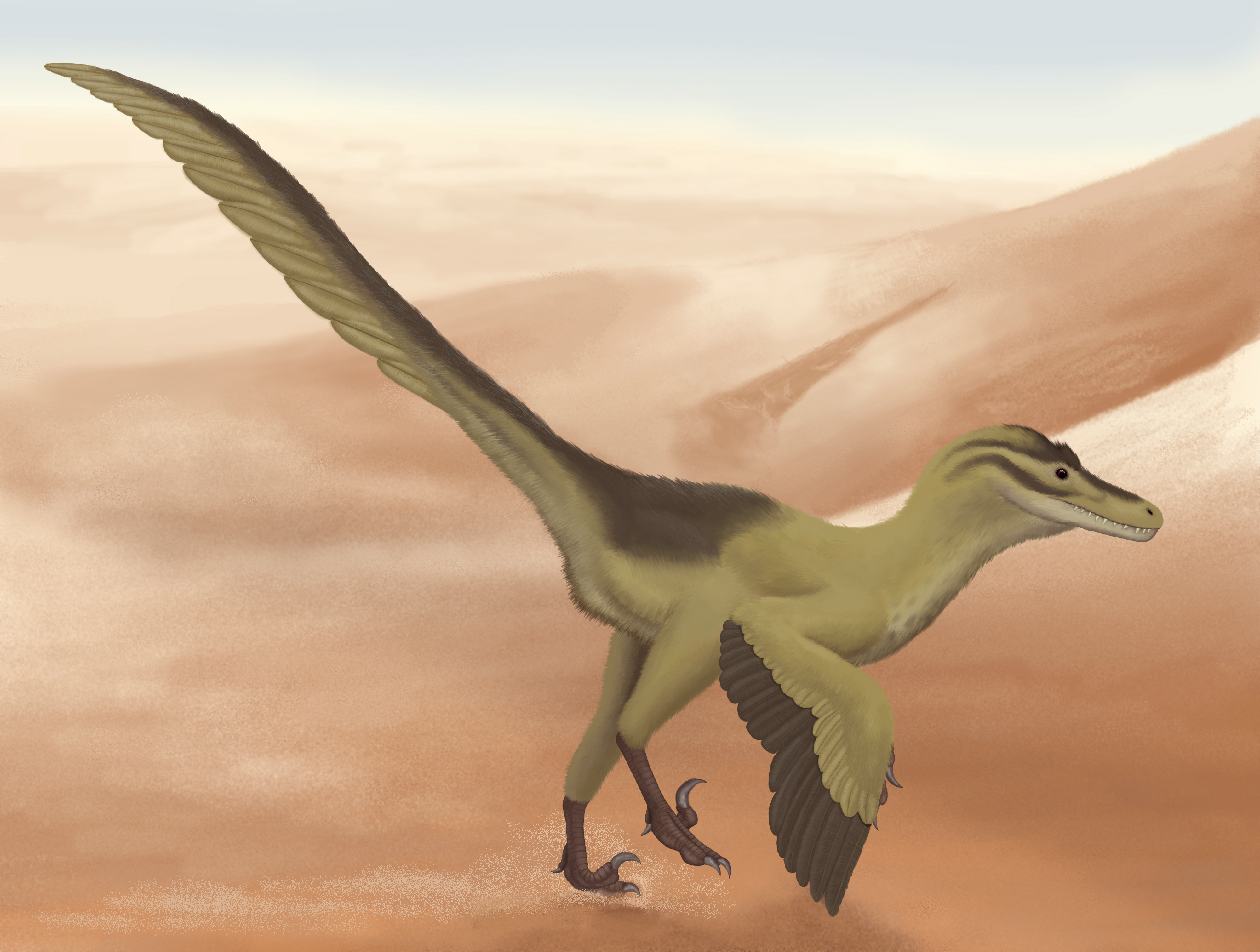
Linheraptor

De beschrijvers onderkenden dat de soort veel leek op Tsaagan maar meenden toch vele verschillen te kunnen ontdekken. De fenestra antorbitalis heeft geen verbeende binnenwand. De onderrand van de uitholling rond deze opening is scherp. Bij het postorbitale maken de takken van naar het voorhoofdsbeen en het jukbeen een scherpere hoek. De tak van het squamosum richting postorbitale is naar voren en beneden gekromd. Het squamosum heeft een kortere tak naar het quadratojugale. De buitenste vleugel van het quadratum is lager. De schacht van het quadratum is minder gebogen en naar achteren hellend. De processus paroccipitales zijn meer zijwaarts gericht. Het angulare strekt zich meer achterwaarts uit in de richting van de holte van het kaakgewricht. De onderkaak is achteraan veel hoger zodat het kaakgewricht op hetzelfde niveau ligt als de tandrij. In de nek heeft de draaier een pneumatische opening.
Linheraptor lijkt in algemeen uiterlijk sterk op Velociraptor die in dezelfde lagen gevonden is maar die overeenkomst berust vermoedelijk op symplesiomorfieën: gedeelde eigenschappen die oorspronkelijk zijn voor alle dromaeosauriden en dus niets zeggen over een speciale verwantschap.
Volgens een studie van Alan Turner en Mark Norell uit 2012 is Linheraptor een jonger synoniem van Tsaagan, ondanks het feit dat ze uit verschillende formaties stammen. Alle vermeende verschillen tussen Linheraptor en Tsaagan zouden gebaseerd zijn op foute observaties, onvoldoende preparatie, breuken, vervormingen van de fossielen of individuele variatie. Als Linheraptor en Tsaagan identiek zijn, zou dat de kennis over dat laatste taxon sterk vergroten.

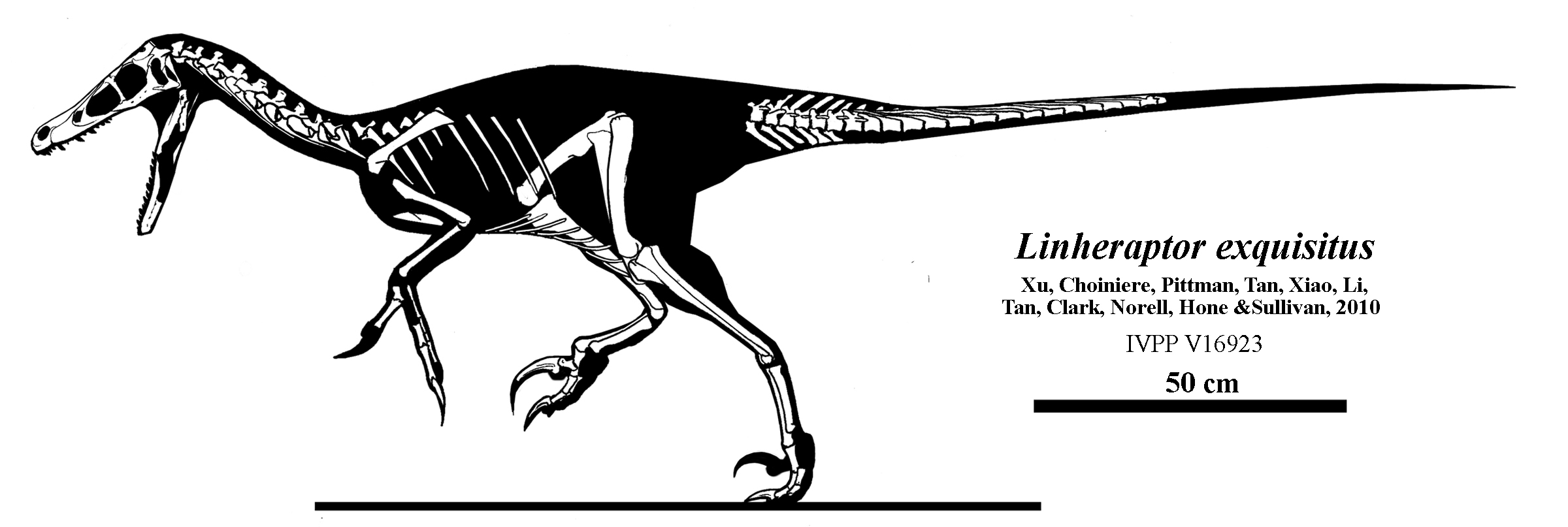
Een diagram door Jaime Headden

In 2015 onderzochten Xu e.a. dit vraagstuk opnieuw, gebruikmakend van een verdere preparering van het holotype. Ze concludeerden dat Linheraptor toch een apart taxon was. Aan de eerder voorgestelde verschillen met Tsaagan voegden ze een groot aantal toe. De opgaande takken van de praemaxillae richting neusbeenderen zijn, anders dan bij alle andere bekende Dromaeosauridae, overdwars afgeplat. De voorste tak van het neusbeen eindigt aan de voorrand van het neusgat in plaats van meer naar achter. Op de voorrand van het bovenste slaapvenster bevindt zich, uniek voor de Theropoda, een piramidevormige uitstulping. De opgaande tak van het quadratojugale richting postorbitale is, uniek voor de Dromaeosauridae, bovenaan verbreed in plaats van taps toelopend. De processus basipterygoideus, een aanhangsel van de onderste hersenpan, helt niet naar voren als bij andere dromaeosauriden. Het supraoccipitale van het bovenste achterhoofd heeft bovenaan een korte en scherpe verticale kam, in plaats van een lange afgeronde zoals bij andere dromaeosauriden. Het traanbeen heeft bovenaan verschillende naar voren openende foramina, een kenmerk dat verder bij dromaeosauriden niet is aangetroffen. De voorrand van de fenestra maxillaris valt, net als bij Austroraptor, samen met de voorrand van de fossa antorbitalis in plaats van een afstand te behouden. De opgaande tak van het quadratojugale heeft een scherpe verticale richel op de buitenkant, net als bij Velociraptor mongoliensis. Het voorhoofdsbeen heeft een taps toelopende voorkant, uniek voor de dromaeosauriden. De opgaande tak van de praemaxilla richting neusbeen eindigt achter het neusgat net als bij Utahraptor en Deinonychus. Het neusbeen eindigt ver achter de zijrand van de snuit in plaats van ongeveer ter hoogte van het achterste punt daarvan. De praemaxilla is laag, net als bij Microraptor, Sinornithosaurus en Velociraptor. De achterste stak van de praemaxilla is lang en slank, achter het neusgat eindigend als bij Velociraptor. Deze tak buigt naar beneden, net als bij Velociraptor. Het bovenste slaapvenster is rond in plaats van een in de lengterichting gelegen ovaal en heeft een zijwaarts bol gekromde richel aan de buitenkant. De fenestra maxillaris ligt verdiept, zoals bij basale dromaeosauriden. De voorste tak van het bovenkaaksbeen is lang, opnieuw een basaal kenmerk. Het jukbeen heeft een hoorntje net als bij Velociraptor en Deinonychus. Bij het postorbitale ligt er een uitholling op de kruising tussen de tak naar het voorhoofdsbeen en de tak naar het jukbeen net als bij Velociraptor. Bij het postorbitale ontbreekt een bolling tussen de tak naar het jukbeen en de tak naar het squamosum, net als bij Velociraptor. De tak van het squamosum richting quadratojugale vormt meer dan de helft van de achterrand van het onderste slaapvenster, net als bij Velociraptor en Adasaurus. De fenestra antorbitalis is duidelijk verzonken ten opzichte van de buitenwand van het bovenkaaksbeen, een kenmerk dat gedeeld wordt met veel dromaeosauriden maar niet met Tsaagan, Velociraptor of Deinonynchus. De voorste tak van het bovenkaaksbeen heeft een inkeping zodat een trapvormig profiel ontstaat, net als bij Bambiraptor. Het traanbeen heeft een bult op de buitenkant, net als bij de meeste dromaeosauriden maar niet bij Tsaagan. De voorrand van de uitholling rond het bovenste slaapvenster is sterk gegolfd. De uitholling rond het bovenste slaapvenster is verdiept. Het jukbeen vormt een rechte horizontale onderrand van de oogkas in plaats van een holle en schuine. Het buitenvlak van het gedeelte van het jukbeen onder de oogkas is verticaal hol in plaats van plat. De tak van het postorbitale richting squamosum is glad in plaats van ingekeept in de achterrand. De tak van het quadratojugale naar het jukbeen heeft geen uitstekende richel langs de onderzijde. De tak van het quadratojugale naar het squamosum is overdwars afgeplat in plaats van staafvormig. Het squamosum overhangt de zijkant van de schedel zodanig dat de neergaande tak richting quadratojugale ten opzichte hiervan inspringt; bij Tsaagan daarentegen overhangt het squamosum alleen de achterkant en gaat die tak naar boven toe vlak over in de zijkant van de bovenrand. Het pterygoïde heeft een diepe inkeping bij het basipterygoïde, in plaats van een ondiepe. De dwarskam bovenop het achterhoofd heeft een rechte in plaats van bolle bovenrand. In bovenaanzicht heeft een dwarskam een V-vormig profiel met de punt naar voren gericht, een inkeping vormen waarvan de takken een hoek van 120° maken; bij Tsaagan staat de dwarskam haaks op de middenlijn van de schedel en is van achteren slechts licht hol. De recessus tympanicus superior is slechts zwak ontwikkeld in plaats van een duidelijk foramen. De processus paroccipitalis, het zijuitsteeksel van het bovenste achterhoofd, is matig robuust in plaats van een van de zwaarstgebouwde in de Dromaeosauridae zoals bij Tsaagan. De achterste bovenrand van de processus paroccipitalis heeft alleen over de binnenste helft een richel in plaats van over de gehele lengte. De buitenste helft van de processus paroccipitalis is afgeplat in plaats van staafvormig met een driehoekige dwarsdoorsnede. De processus paroccipitalis heeft een richel aan de onderkant. Het uiteinde van de processus paroccipitalis is schuin naar achteren en boven gedraaid. Het uiteinde van de processus paroccipitalis is stomp in plaats van taps toelopend. De afhangende uitsteeksels van het onderste achterhoofd, de tubera basilaria, zijn overdwars gericht in plaats van schuin naar voren en binnen. De inkeping tussen de tubera basliaria is overdwars smal in plaats van net zo breed als een tuber afzonderlijk. Het hoofdlichaam van het basisfenoïde is breder dan lang in plaats van langer dan breed. De achterste openingen in de recessus basisphenoideus liggen hoofdzakelijk in het basioccipitale in plaats van in het basisfenoïde zelf. De processus basipterygoideus is kort in plaats van lang. Het beenschot tussen de processus basipterygoidei is overdwars smal in plaats van breed met een groeve overdwars. De onderzijde van de basis het dolkvormig uitsteeksel van de hersenpan is plat in plaats van uitgehold door een diepe groeve. Het dentarium van de onderkaak heeft in zijaanzicht een sterk holle bovenrand en bolle onderrand. De tanden wisselen elkaar af in grootte in plaats van ongeveer even lang te zijn. De epipofysen van de voorste halswervels steken sterk uit in plaats van niet verder te reiken dan de achterzijden van de achterste gewrichtsuitsteeksels.
Ondanks de lange lijst van kenmerken waarin de holotypen van Linheraptor en Tsaagan zich van elkaar onderscheiden, is het nog steeds niet onomstreden dat het aparte taxa zijn. Het onderliggende probleem blijft dat er van ieder taxon maar één exemplaar bekend is, zodat niet vastgesteld kan worden of de verschillen typerend zijn voor twee populaties die er systematisch in verschillen. Ze zouden slechts individuele variatie kunnen vertegenwoordigen. Xu e.a. stelden in 2015 dat zoiets niet mag worden aangenomen zolang bij een verwante soort, zoals in dit geval Velociraptor, de mate van individuele variatie niet is onderzocht. Michael Mortimer verwierp deze methodische eis, erop wijzend dat het bij veel theropoden, zoals Allosaurus en Tyrannosaurus, normaal is om in details verschillende exemplaren bij een populatie te rekenen, ook al ontbreekt een strikte statistische analyse van de variatie. Wel zou een geringere variatie bij Velociraptor een argument kunnen opleveren om de geldigheid van Linheraptor te aanvaarden, alsmede een fylogenetische analyse waarin Linheraptor en Tsaagan geen zustersoorten zijn. Sommige van de aangevoerde kenmerken, zoals de aanwezigheid van kleine openingen, de mate van pneumatisering en het patroon van tandwisseling, kunnen plausibel van individu tot individu verschild hebben; andere, zoals het profiel van de dwarskam en de vorm van het bovenste slaapvenster, worden vaak als een teken gezien dat het om verschillende soorten gaat.

## Fylogenie

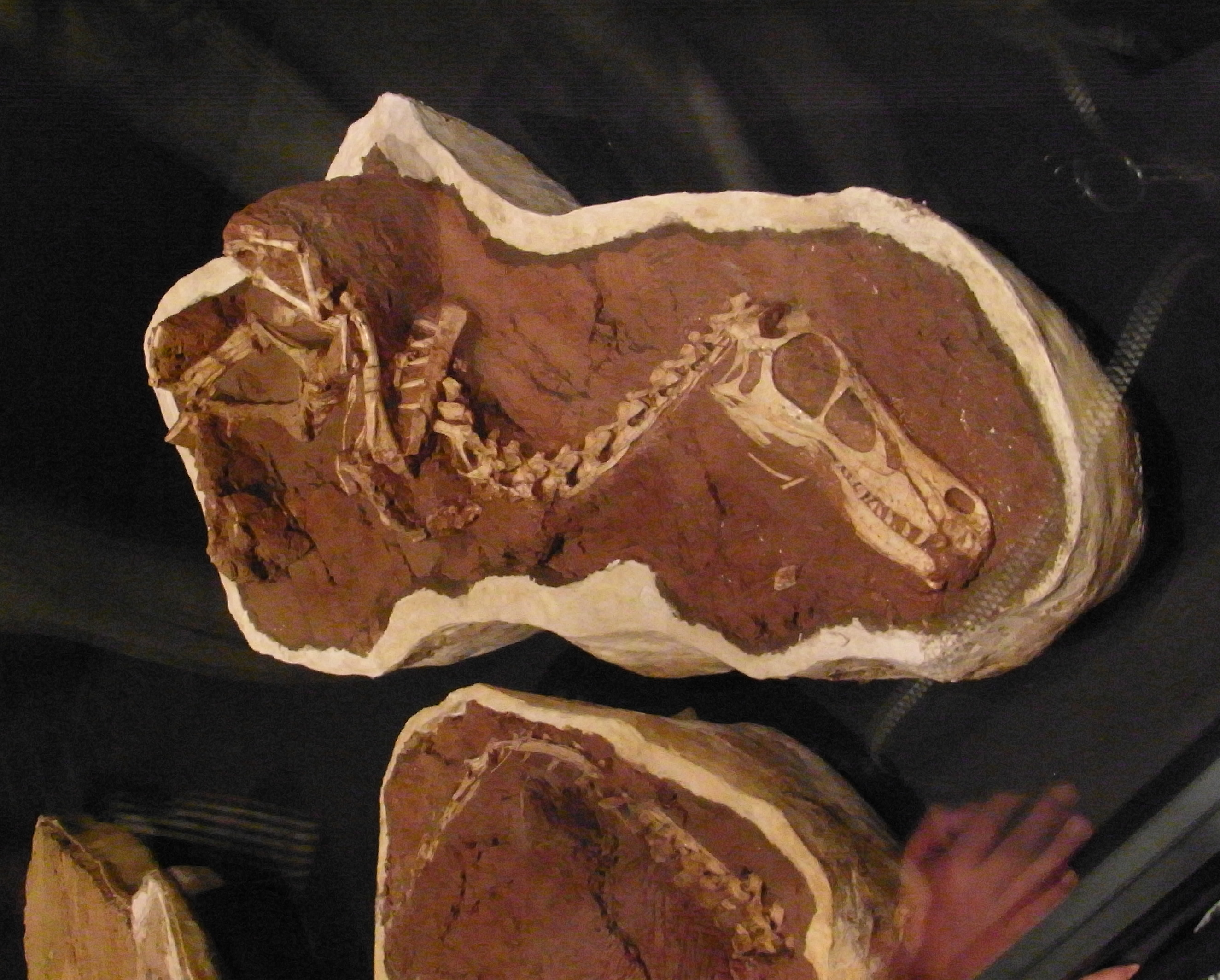
Het holotype

Linheraptor werd in 2010 in de Dromaeosauridae geplaatst.
De beschrijvers hebben geen exacte kladistische analyse uitgevoerd, maar uit een toepassing van de methode van de vergelijkende anatomie concluderen ze dat de soort nauw verwant was aan Tsaagan die alleen van de schedel en voorste halswervels bekend is. Overeenkomsten tussen de schedel van beide soorten zijn onder andere: een grote naar voren gelegen opening in de maxilla; een traanbeen dat geen zijwaartse richel heeft over zijn onderste uitgroei maar wel vrij brede richels op zijn middenstuk; een scherpe hoek tussen de voorste en bovenste uitgroei van het quadratojugale en een verbinding tussen het jukbeen en het os squamosum dat het postorbitale uitsluit van de rand van het onderste slaapvenster. Een verschil met het holotype van Tsaagan bestaat verder hierin dat het maxillair venster nog groter is en de bovenrand van de schedel veel holler.
Volgens de beschrijvers vormden Linheraptor en Tsaagan een eigen klade die behoorde tot de Dromaeosauridae en daarbinnen een positie innam tussen meer basale en meer afgeleide deelgroepen. Basale kenmerken van Linheraptor zijn onder andere het vrij lange onderbeen en het feit dat de karteling van de tanden achteraan even groot is als vooraan, terwijl bij meer afgeleide dromaeosauriden het onderbeen verkleind is en de tandkarteling achteraan vergroot. De tussenliggende positie zou mede aangetoond worden door het bezit van een bult op het midden van de schacht van het schaambeen, die daar een knik veroorzaakt; door het verkorte tweede kootje van de vierde vinger; en doordat het onderbeen toch nog korter is dan de lange achterpoten van basale dromaeosauriden.